# El hombre que fue Sherlock Holmes
El hombre que fue Sherlock Holmes o también Sherlock Holmes (título original: Der Mann, der Sherlock Holmes war) es una película de comedia y misterio alemana de 1937 dirigida por Karl Hartl y protagonizada por Hans Albers, Heinz Rühmann y Marieluise Claudius.

## Sinopsis
El detective Morris Flynn (Hans Albers) y su asistente Macky McMacpherson (Heinz Rühmann), disfrazados de Sherlock Holmes y el Dr. Watson, investigan a dos atractivas hermanas, Mary y Jane Berry, y el robo y la falsificación de valiosos sellos postales.

## Recepción
Lexikon des internationalen Films la definió una comedia animada y vibrante. Albers y Rühmann fueron dos grandes estrellas del cine alemán durante mucho tiempo y todavía son conocidos por la canción principal de esta película, Jawoll, meine Herr'n.

## Relanzamientos
El hombre que fue Sherlock Holmes fue estrenada en DVD el 24 de marzo de 2009 y en Blu-ray en el 18 de febrero de 2020.

## Reparto
- Hans Albers - Sherlock Holmes / Morris Flint
- Heinz Rühmann - Doctor Watson / Macky McPherson
- Marieluise Claudius - Mary Berry
- Paul Bildt - Sir Arthur Conan Doyle
- Erich Walter - El director de hotel